# Grande Prêmio de Mônaco de 2011
O Grande Prémio de Mônaco de 2011 foi a sétima corrida da temporada de 2011 da Fórmula 1. O treino classificatório foi realizado no dia 28 de maio e teve como pole position o piloto alemão Sebastian Vettel. Já a corrida, realizada no dia seguinte, foi muito movimentada, contou com vários acidentes e foi vencida por Vettel, seguido de Fernando Alonso e Jenson Button para completar o pódio.

## Relatório

### Antecedentes
Desde o grande prêmio da Turquia vários pilotos vinham manifestando preocupação para com o uso da asa móvel (em inglês: Drag Reduction System) em Mônaco e tinham o objetivo de proibir o uso dela na corrida e nos treinos. Segundo eles o uso do aparato dentro do túnel monegasco traria riscos e poderia ser muito perigoso, pois não há espaço para erros e a área é em curva, não em reta.
Rubens Barrichello declarou “achar errado” o uso do dispositivo e que “estavam esperando algo de ruim acontecer”. Já Lewis Hamilton foi a favor do uso e declarou-se “animado para usar” o aparato. Michael Schumacher também foi a favor e disse não achar “tão perigoso apertar alguns botões”. Uma semana antes da corrida, Charlie Whiting, diretor de provas, afirmou ter conversado com parte dos pilotos e que “a maioria deles não quer usar a asa”, entretanto não havia evidência que levasse a proibir o uso do dispositivo no circuito inteiro. Alguns dias depois a FIA decidiu por proibir o uso dentro do túnel, mas a possibilidade de uma proibição na pista toda foi rechaçada, e a zona de ultrapassagem foi estabelecida na reta dos boxes. A decisão foi apoiada pelos pilotos. Jenson Button declarou que a atitude “foi necessária”.

### Treino classificatório

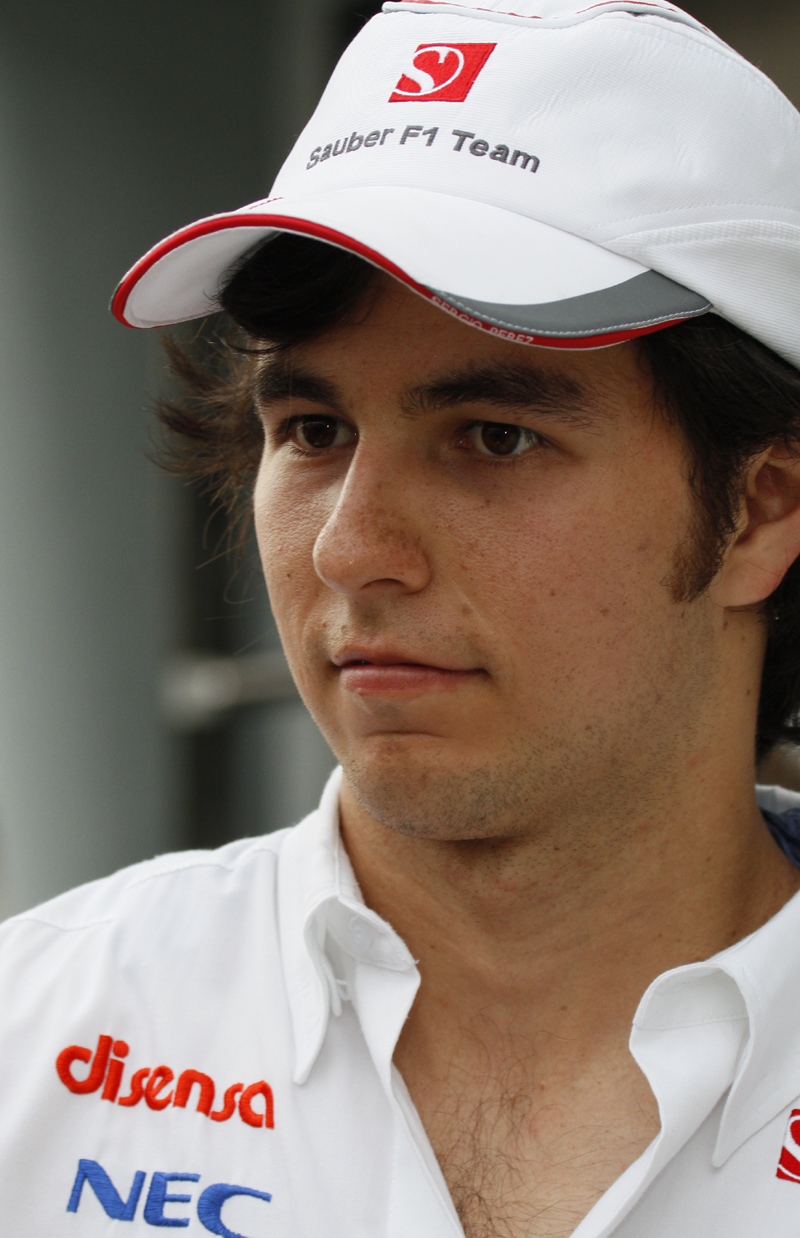
Sergio Pérez sofreu forte acidente na classificação.

O classificatório teve início no horário previsto. A Q1 (primeira parte da classificação) não contou com a participação do italiano Vitantonio Liuzzi que, durante o terceiro treino livre, saiu de traseira na curva Sainte Devote e acertou a barreira de pneus colocada no local. Sua equipe, a Hispania, não conseguiu consertar o carro a tempo. Já seu companheiro de equipe, o indiano Narain Karthikeyan, não participou do treino porque teve problemas na suspensão de seu carro. Todos os pilotos classificados participaram da Q2 (segunda parte) que, por sua vez, ocorreu normalmente.

“Você fica sentado no carro perguntando sobre as notícias e, para ser honesto, é difícil manter o foco e você não se sente cem por cento quando não sabe o que está acontecendo. É um alívio ele (Sergio Pérez) estar consciente e falando. A coisa mais importante é que Sergio está bem e teremos uma boa e segura corrida amanhã”

— Sebastian Vettel
A Q3 ficou marcada pela batida do mexicano Sergio Pérez faltando apenas 2m26s para o fim da sessão. Ele derrapou na freada para a chicane do Porto e colidiu bruscamente com a barreira de proteção colocada em frente ao guard rail. O mexicano não respondeu às tentativas de contato da equipe via rádio, porém foi atendido pelos médicos ainda na pista e recuperou a consciência antes de entrar na ambulância. O piloto foi levado ao hospital de Monte Carlo queixando-se de dores na perna direita. Naquele mesmo dia, no treino livre da manhã, o alemão Nico Rosberg bateu no mesmo ponto, entretanto ele escapou de acertar a barreira de proteção, porém os obstáculos colocados no local para evitar o corte da curva acabaram fazendo seu Mercedes decolar momentaneamente. Após esta batida, Charlie Whiting, diretor de provas, pediu a retirada dos obstáculos do local, o que evitou uma consequência pior com Pérez.
Com o reinicio da sessão o alemão Sebastian Vettel conquistou a pole com o tempo de 1m13s556 marcado antes do acidente. O inglês Jenson Button ficou em segundo e o australiano Mark Webber em terceiro. O inglês Lewis Hamilton, que havia se classificado em sétimo, foi punido por cortar a chicane do Porto e caiu para a nona posição.
Poucas horas após o termino do treino foi divulgado o boletim médico de Sergio Pérez, o piloto teve uma concussão e um estiramento na coxa, e não foi liberado para disputar a corrida no dia seguinte.

### Corrida
O pole position, Sebastian Vettel, manteve a primeira colocação na largada, seguido por Jenson Button e Fernando Alonso, que ganhou a terceira posição de Mark Webber na Curva Sainte Devote. O brasileiro Felipe Massa se manteve em sexto lugar, mas foi superado pelo alemão Nico Rosberg, que ultrapassou também seu companheiro Michael Schumacher se espremendo no muro. O heptacampeão demorou a largar e acabou caindo para a décima posição.

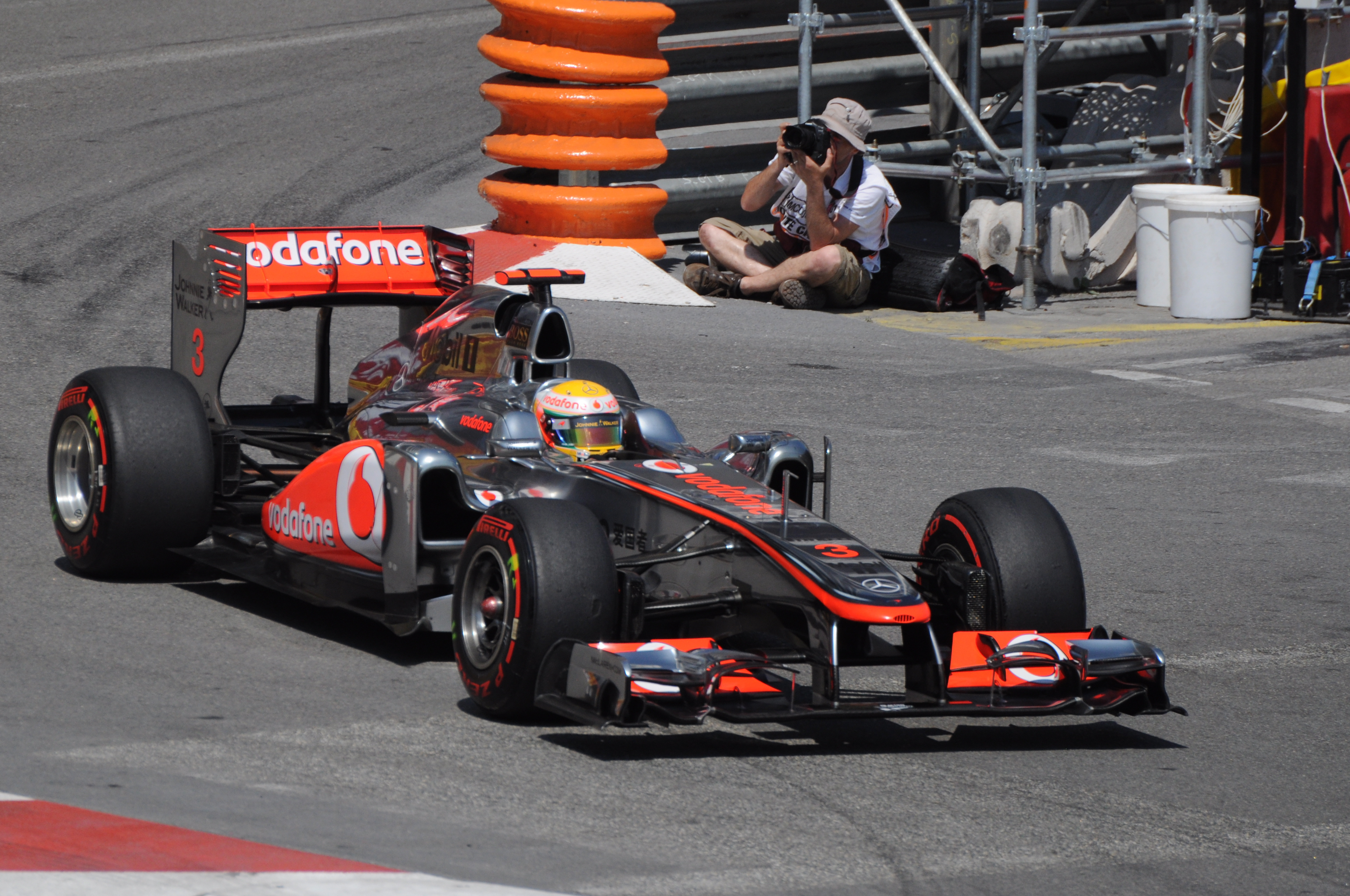
Hamilton durante a prova.

Na primeira volta Michael Schumacher fez ultrapassagem sobre o inglês Lewis Hamilton na Curva Loews, a mais lenta da Fórmula 1. Entretanto, o alemão, com menos rendimento, começou a ser pressionado pelo inglês, que ficou retido atrás dele mesmo com um carro melhor. Na frente, Vettel abria vantagem para Button, que mantinha Alonso a uma distância segura, na terceira posição. A disputa entre Schumacher e Hamilton se prolongou até a décima volta, quando o inglês usou a asa móvel na reta dos boxes e superou o alemão na freada para a Curva Sainte Devote. Duas voltas depois o brasileiro Rubens Barrichello também superou o heptacampeão, desta vez na Curva Mirabeau. O alemão caiu para décimo primeiro colocado. Enquanto isso, Rosberg segurava Massa na disputa pelo quinto lugar. O brasileiro tentou a ultrapassagem na Curva Sainte Devote, mas acabou tocando no alemão e danificando sua asa dianteira. Na décima quinta volta, o brasileiro tentou a ultrapassagem na Curva da Tabacaria, antes do S da Piscina e conseguiu sucesso. Junto a ele, Maldonado foi para a sexta colocação.
Os pilotos começaram a fazer seus primeiros pit stops. Button parou na 16ª volta e não teve problemas. Na volta seguinte pararam Vettel e Alonso. A RBR atrasou o alemão nos boxes e fez com que ele perdesse a liderança para o inglês Jenson Button, da McLaren. Massa foi um dos últimos ponteiros a parar, na vigésima sétima volta, entretanto houve falha em sua parada, ele perdeu tempo e acabou voltando entre Webber e Hamilton na pista. Hamilton pressionava Massa, que se mantinha muito perto de Webber. O inglês tentava a ultrapassagem usando a asa móvel na reta dos boxes. A disputa só terminou na 33ª volta quando o inglês tentou a ultrapassagem na Curva Loews, ele posicionou o carro na linha de dentro da curva, porém não havia espaço e ambos se tocaram. Massa se manteve à frente, porém Hamilton tentou novamente no túnel e o brasileiro acabou batendo no muro após passar em cima do lado sujo da pista, parando na entrada da Chicane do Porto.

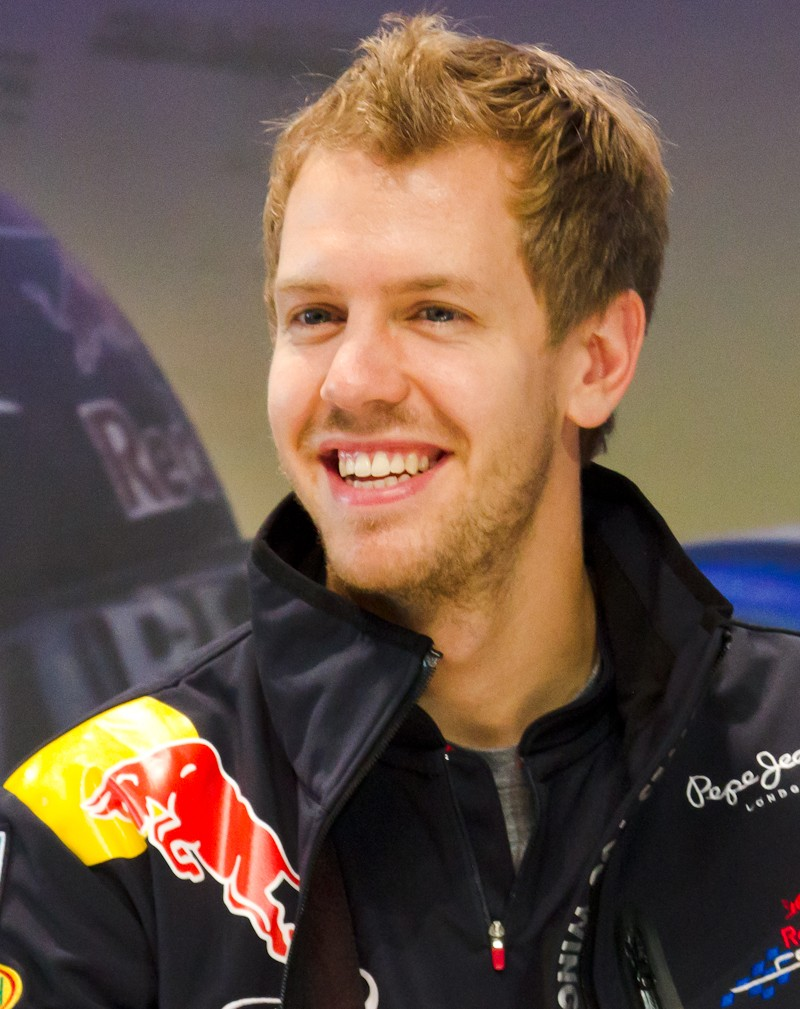
Vettel venceu a prova.

O acidente provocou a entrada do safety car, prejudicando os pilotos que tinham acabado de parar. Sutil, Maldonado e Kobayashi, que entraram nos boxes já com a bandeira amarela, ganharam algumas posições e entraram na zona de pontuação. O carro de segurança deixou a pista na 38ª volta e a relargada foi autorizada.
Com Vettel em primeiro e Button em segundo. O inglês começou a pressionar o alemão, já que teria de fazer outra parada nos boxes. Vettel defendeu a posição, deixando o rival sem opção, a não ser antecipar sua parada para tentar recuperar a diferença na pista. Na quadragésima terceira volta, Hamilton foi punido com um drive through pelos comissários por causa do toque em Massa antes do primeiro safety car. O inglês cumpriu a pena na volta seguinte e voltou apenas na nona posição.
Button fez sua parada na quadragésima oitava volta, quando estava em segundo. O piloto da McLaren voltou em terceiro, mas bem distante de Alonso e Vettel, que já andavam próximos na briga pela primeira posição. Os pneus novos do inglês começaram a render boa velocidade para Button, que tirava a vantagem dos adversários a cada volta, andando cada vez mais rápido.
Vettel, Alonso e Button ficaram juntos na pista na quinquagésima segunda volta, separados por menos de um segundo. O alemão, que fez apenas uma parada, tinha de lidar com desgaste dos pneus contra o espanhol e o inglês. A disputa já durava dezessete passagens, quando eles encontraram uma longa fila de retardatários. Uma confusão no S da Piscina causou uma nova entrada do safety car na pista, com os carros de Jaime Alguersuari e Vitaly Petrov no guard rail. Além deles, Sutil e Hamilton estavam envolvidos na confusão. A bandeira vermelha foi mostrada e a corrida interrompida. O russo Vitaly Petrov deixou a pista na ambulância e foi conduzido ao hospital com dores no tornozelo esquerdo. Após a pista ser limpa, a corrida foi reiniciada e, logo em seguida, Pastor Maldonado bateu na Curva Saint Devote. Lewis Hamilton colocou o carro por dentro de forma imprudente e jogou o venezuelano para a barreira de pneus. Não foi necessária a entrada do carro de segurança.
O alemão Sebastian Vettel venceu a prova, Fernando Alonso ficou em segundo e Jenson Button em terceiro.

#### Pós-corrida
“Foi um impacto grande, e eu não conseguia sentir as minhas pernas muito bem depois do acidente. Por isso, pensei que seria melhor permanecer no carro e esperar a equipe médica. Além disso, as minhas pernas ficaram presas no cockpit. Não perdi consciência, mas tive muita dor”

— Vitaly Petrov
Petrov, que deixou a pista de ambulância, foi submetido a uma série de exames que não acusaram fraturas, lesões ou inchaço no local atingido. O russo recebeu alta no mesmo dia e afirmou que o “impacto foi grande” e que “não conseguia sentir as pernas muito bem depois do acidente”, por isso preferiu permanecer no carro e esperar a equipe médica.
O inglês Lewis Hamilton, que foi punido com um drive through por causa de uma colisão com Felipe Massa, fez comentários polêmicos após a corrida. Ele declarou: “De seis corridas na temporada, fui punido cinco vezes. É uma piada, uma piada ridícula… Talvez seja porque eu sou negro. Isso é o que o Ali G diz. Sei lá”. E, sobre a disputa com Massa, ele acrescentou: “Eu estava muito mais rápido que o Massa. Fui por dentro e ele jogou o carro para cima de mim quando fez a curva… Mas é claro que eu fui o punido, como de costume. Ele já havia me prejudicado no treino classificatório e eu também fui penalizado. Agora, ele foi para cima de mim e também fui prejudicado”; logo em seguida ofendeu ao piloto rival: “É ridículo. Esses pilotos são incrivelmente ridículos. Eu fiz a curva por dentro e, como dá para ver no vídeo, ele girou o volante para impedir a minha ultrapassagem e encostou no meu carro”. Hamilton foi chamado à sala dos comissários para explicar estas declarações. Segundo Martin Whitmarsh, chefe da McLaren, eles aceitaram as desculpas do inglês. O piloto também foi punido com um acréscimo de 20 segundos no seu tempo final da corrida por ter batido em Pastor Maldonado, entretanto, ele não perdeu posições apesar da punição.

## Resultados

### Treino classificatório
| #                        | Nº | Piloto             | Equipe          | Q1        | Q2       | Q3        | Voltas |
| 1                        | 1  | Sebastian Vettel   | Red Bull Racing | 1:15.606  | 1:14.277 | 1:13.556  | 18     |
| 2                        | 4  | Jenson Button      | McLaren         | 1:15.397  | 1:14.545 | 1:13.997  | 18     |
| 3                        | 2  | Mark Webber        | Red Bull Racing | 1:16.087  | 1:14.742 | 1:14.019  | 24     |
| 4                        | 5  | Fernando Alonso    | Ferrari         | 1:16.051  | 1:14.569 | 1:14.483  | 22     |
| 5                        | 7  | Michael Schumacher | Mercedes        | 1:16.092  | 1:14.981 | 1:14.682  | 29     |
| 6                        | 6  | Felipe Massa       | Ferrari         | 1:16.309  | 1:14.648 | 1:14.877  | 25     |
| 7                        | 8  | Nico Rosberg       | Mercedes        | 1:15.858  | 1:14.741 | 1:15.766  | 26     |
| 8                        | 12 | Pastor Maldonado   | Williams        | 1:15.819  | 1:15.545 | 1:16.528  | 23     |
| 9                        | 3  | Lewis Hamilton     | McLaren         | 1:15.207  | 1:14.275 | s/ tempo1 | 15     |
| 10                       | 17 | Sergio Perez       | Sauber          | 1:15.918  | 1:15.482 | s/ tempo2 | 23     |
| 11                       | 10 | Vitaly Petrov      | Renault         | 1:16.378  | 1:15.815 |           | 21     |
| 12                       | 11 | Rubens Barrichello | Williams        | 1:16.616  | 1:15.826 |           | 20     |
| 13                       | 16 | Kamui Kobayashi    | Sauber          | 1:16.513  | 1:15.973 |           | 20     |
| 14                       | 15 | Paul di Resta      | Force India     | 1:16.813  | 1:16.118 |           | 22     |
| 15                       | 14 | Adrian Sutil       | Force India     | 1:16.600  | 1:16.121 |           | 19     |
| 16                       | 9  | Nick Heidfeld      | Renault         | 1:16.681  | 1:16.214 |           | 22     |
| 17                       | 18 | Sebastien Buemi    | Toro Rosso      | 1:16.358  | 1:16.300 |           | 17     |
| 18                       | 20 | Heikki Kovalainen  | Team Lotus      | 1:17.343  |          |           | 10     |
| 19                       | 21 | Jarno Trulli       | Team Lotus      | 1:17.381  |          |           | 9      |
| 20                       | 19 | Jaime Alguersuari  | Toro Rosso      | 1:17.820  |          |           | 9      |
| 21                       | 24 | Timo Glock         | Virgin          | 1:17.914  |          |           | 12     |
| 22                       | 25 | Jerome d'Ambrosio  | Virgin          | 1:18.736  |          |           | 11     |
| 23                       | 22 | Narain Karthikeyan | Hispania        | s/ tempo3 |          |           | 0      |
| 24                       | 23 | Vitantonio Liuzzi  | Hispania        | s/ tempo4 |          |           | 0      |
| Tempo dos 107%: 1:20.471 |    |                    |                 |           |          |           |        |

- Fonte: Fórmula 1 - Site Oficial.[21]
- ↑1  Lewis Hamilton foi punido por cortar a chicane[10]
- ↑2  Sergio Pérez sofreu grave acidente durante o classificatório e não marcou tempo[7]
- ↑3  Narain Karthikeyan não disputou o treino por conta de problemas na suspensão de seu carro[8]
- ↑4  Vitantonio Liuzzi não disputou o treino pois sofreu acidente no treino livre e causou sérias avarias em seu carro[8]

### Corrida
| #   | Nº | Piloto             | Equipe          | Voltas | Tempo       | Grid | Pontos |
| 1   | 1  | Sebastian Vettel   | Red Bull Racing | 78     | 2:09:38.373 | 1    | 25     |
| 2   | 5  | Fernando Alonso    | Ferrari         | 78     | +1.1s       | 4    | 18     |
| 3   | 4  | Jenson Button      | McLaren         | 78     | +2.3s       | 2    | 15     |
| 4   | 2  | Mark Webber        | Red Bull Racing | 78     | +23.1s      | 3    | 12     |
| 5   | 16 | Kamui Kobayashi    | Sauber          | 78     | +26.9s      | 12   | 10     |
| 6   | 3  | Lewis Hamilton     | Mclaren         | 78     | +27.2 s     | 9    | 8      |
| 7   | 14 | Adrian Sutil       | Force India     | 77     | + 1 volta   | 14   | 6      |
| 8   | 9  | Nick Heidfeld      | Renault         | 77     | + 1 volta   | 15   | 4      |
| 9   | 11 | Rubens Barrichello | Williams        | 77     | + 1 volta   | 11   | 2      |
| 10  | 18 | Sebastien Buemi    | Toro Rosso      | 77     | + 1 volta   | 16   | 1      |
| 11  | 8  | Nico Rosberg       | Mercedes        | 76     | +2 voltas   | 7    |        |
| 12  | 15 | Paul di Resta      | Force India     | 76     | +2 voltas   | 13   |        |
| 13  | 21 | Jarno Trulli       | Team Lotus      | 76     | +2 voltas   | 18   |        |
| 14  | 20 | Heikki Kovalainen  | Team Lotus      | 76     | +2 voltas   | 18   |        |
| 15  | 25 | Jerome d'Ambrosio  | Virgin          | 75     | +3 voltas   | 21   |        |
| 16  | 23 | Vitantonio Liuzzi  | Hispania        | 75     | +3 voltas   | 23   |        |
| 17  | 22 | Narain Karthikeyan | Hispania        | 74     | +4 voltas   | 22   |        |
| 18  | 12 | Pastor Maldonado   | Williams        | 73     | +5 voltas   | 8    |        |
| Ret | 10 | Vitaly Petrov      | Renault         | 67     | Acidente    | 10   |        |
| Ret | 19 | Jaime Alguersuari  | Toro Rosso      | 66     | Acidente    | 19   |        |
| Ret | 6  | Felipe Massa       | Ferrari         | 32     | Acidente    | 6    |        |
| Ret | 7  | Michael Schumacher | Mercedes        | 32     | Motor       | 5    |        |
| Ret | 24 | Timo Glock         | Virgin          | 30     | Acidente    | 20   |        |
| NL  | 17 | Sergio Perez       | Sauber          | —      | —           | 10   |        |

- Fonte: Fórmula 1 - Site Oficial.[22]

## Tabela do campeonato após a corrida
Observe que somente as cinco primeiras posições estão incluídas na tabela.
| Pos | Var     | Piloto           | Pontos |
| --- | ------- | ---------------- | ------ |
| 1   | Estável | Sebastian Vettel | 143    |
| 2   | Estável | Lewis Hamilton   | 85     |
| 3   | Estável | Mark Webber      | 79     |
| 4   | Estável | Jenson Button    | 76     |
| 5   | Estável | Fernando Alonso  | 69     |

| Pos | Var     | Construtor       | Pontos |
| --- | ------- | ---------------- | ------ |
| 1   | Estável | Red Bull-Renault | 222    |
| 2   | Estável | McLaren-Mercedes | 161    |
| 3   | Estável | Ferrari          | 93     |
| 4   | Estável | Renault          | 50     |
| 5   | Estável | Mercedes         | 40     |